# Matteo Pessina
Matteo Pessina (født 21. april 1997) er en italiensk professionel fodboldspiller, som spiller for Serie A-holdet Monza og Italiens landshold.

## Klubkarriere

### Monza
Født i Monza, Pessina begyndte sin karriere med lokalholdet A.C. Monza, hvor han gjorde sin førsteholdsdebut i 2013.

### AC Milan
Monza gik konkurs efter 2014-15 sæsonen, og Pessina blev hermed kontraktfri, Han skiftede i juni 2015 til Serie A-klubben AC Milan.
Pessina havde i sin tid hos Milan lejeaftaler til Lecce, Catania og Como.

### Atalanta
Pessina skiftede i juli 2017 til Atalanta, uden nogensinde have spillet en førsteholdskamp for Milan, som del af aftalen som sendte Andrea Conti den anden vej. Han blev med det samme udlånt igen, da han tilbragte 2017-18 sæsonen på lån til Serie B-klubben Spezia.
Pessina gjorde sin førsteholdsdebut for Atalanta i 2018-19 sæsonen, og spillede i sæsonen som rotationsspiller.

#### Leje til Hellas Verona
Pessina blev udlejet til Serie A-holdet Hellas Verona for 2019-20 sæsonen.

#### Førsteholdsspiller
Pessina etablerede sig i 2020-21 sæsonen som en fast mand på førsteholdet hos Atalanta, hvor hans spillede i størstedelen af kampene. Det gjorde han igen i 2021-22 sæsonen.

### Monza retur
Pessina skiftede i juli 2022 tilbage til Monza, som nu var rykket op i Serie A, på en lejeaftale med en købsoption. Han blev gjort til holdets nye anfører med det samme efter skiftet. Efter at Monza matematisk havde sikret ikke at rykke ned, så blev optionen i aftalen gennemført, og han skiftede til Monza på en fast aftale ved sæsonens udgang.

## Landsholdskarriere

### Ungdomslandshold
Pessina har repræsenteret Italien på flere ungdomsniveauer.

### Seniorlandshold
Pessina debuterede for Italiens landshold den 11. november 2020. Han var del af Italiens trup som vandt europamesterskabet i 2020.

## Titler
Italien
- Europamesterskabet: 1 (2020)